# Ung thư phổi tế bào nhỏ
Ung thư phổi tế bào nhỏ (tiếng Anh: Small-cell carcinoma, viết tắt SCC) là một dạng ung thư ác tính thường xảy ra bên trong phổi  mặc dù nó có thể phát sinh ở các bộ phận khác, như cổ tử cung, tuyến tiền liệt, và đường tiêu hóa.